# Portanus inflatus
Portanus inflatus är en insektsart som beskrevs av Delong och Rauno E. Linnavuori 1978. Portanus inflatus ingår i släktet Portanus och familjen dvärgstritar. Inga underarter finns listade i Catalogue of Life.